# Luis de Salazar Zubia
Luis de Salazar Zubia (Portugalete, 1859 - Bilbao, 1936) fue un político e historiador español. De ideología conservadora, fue miembro de la Liga de Acción Monárquica y presidente de la Diputación de Vizcaya en 1910.

## Biografía

### Origen y enlaces entre los Chávarri y los Salazar
Fue hijo de Benigno de Salazar y Mac Mahón y Clotilde de Zubía Mazarredo, casados en 1855 en Bilbao. Benigno de Salazar fue uno de los últimos diputados generales de Vizcaya. Los Salazar habían sido los prebostes de Portugalete desde el siglo XIV y extendieron sus intereses a zonas cercanas durante siglos, siendo el banderizo Lope García de Salazar su antecesor más conocido. La familia Mac Mahón radicada en Bilbao data de mediados del siglo XVIII, cuando vino a Bilbao un irlandés, Terence Mac Mahón, que casó con Mª Antonia Sarasola. La madre de Luis de Salazar, Clotilde Zubía Mazarredo, fue hija de un comerciante y banquero natural de Vitoria, Braulio Zubía Fernández de la Cuesta, hijo de Ramón Sandalio Zubía Echevarría, importante comerciante lanero vitoriano que fue, entre otras cosas, diputado general de Álava. Las relaciones de la familia de Luis de Salazar con la de Víctor Chávarri fueron intensas, de hecho fueron primos y cuñados por partida doble. Luis de Salazar tuvo dos hermanos más pequeños, Enrique y Federico.

### Estudios
Tras cursar el bachillerato en Guipúzcoa hasta 1875, Luis de Salazar pasó a estudiar la carrera de Derecho en Zaragoza, titulándose en marzo de 1881 con una nota de aprobado. Tres años más tarde, en 1884, se doctoró en la Universidad Central en Derecho Civil y Canónico. Sin embargo, no se dedicó al derecho como ejercicio profesional sino a los negocios familiares, a la política y a la historia. Contando con la biblioteca y archivo de su casa torre –incendiada en 1934 por efecto de la Revolución de ese año– tuvo un ambiente propicio para dedicarse a la historia.

### Negocios mineros entre los Chávarri y los Salazar
Luis de Salazar fue uno de los miembros destacados del “clan Chávarri”, que sirvió para unir los elementos tradicionales de la nobleza local con la nueva clase comercial e industrial que se proyectó hacia el siglo XX. Ante este entramado familiar se combinaban negocios mineros y actividades comerciales, junto con las iniciativas industriales, puesto que Benigno Salazar invirtió en 1882 en La Vizcaya, fundada por sus sobrinos Víctor y Benigno Chávarri–de los cuales era su tutor desde la muerte de su padre en 1875– y en la Compañía Bilbaína de Navegación sumas considerables (escrituró tres millones de la primera y 145.000 pesetas en la segunda). En 1889 los siete hermanos Chávarri liquidaron la original sociedad Chávarri Hnos., pero lo que en realidad hubo fue una partición. Los hermanos varones (Víctor, Benigno, Leonardo y Félix) continuaron desde 1889 con esa misma razón social, mientras que las mujeres Dolores, casada con José Mª Lizana, Pilar, casada con Luis de Salazar y Zubía y Natalia de Chávarri, casada poco después con Federico de Salazar y Zubía, se quedaron con los otros tres séptimos. Esta parte es la que se va a administrar desde Salazar y Compañía. De 1890 data la constitución de la otra sociedad, Salazar y Cía., constituida por José Mª de Lizana, Luis de Salazar y Natalia de Chávarri y Salazar. En septiembre de 1891, casada ya Natalia con Federico Salazar, éste entró a formar parte de la sociedad en sustitución de su esposa, por medio de Benigno de Salazar, que era quien la había representado durante su minoría de edad. Luis de Salazar, además de en Salazar y Cía., también participó en la sociedad Ustora, Salazar y Cía., junto con Casilda Iturrizar –la viuda de Tomás José Epalza, que también tuvo bastante relación con Portugalete–, importante prestamista del ferrocarril de La Robla en 1894. El mismo modelo utilizado por Chávarri Hermanos para la gestión de sus minas en Triano fue utilizado por los hermanos Salazar (Federico, Luis y Enrique) para explotar minas en Andalucía, con una sociedad llamada Salazar Hermanos, fundada el 26 de enero de 1899, con un capital de 150.000 pesetas aportado por terceras partes.

### Propiedades Urbanas
Además de negocios mineros en Vizcaya o en Andalucía, Luis de Salazar tuvo propiedades urbanas en Bilbao y Portugalete que fue incrementando a lo largo de su vida. El resultado de sus operaciones inmobiliarias fue que al final de su vida acumulará un importante patrimonio en inmuebles. En una estadística de 1934 aparece en el número 25 entre los mayores propietarios de Vizcaya, con una renta cercana a las 90.000 pesetas, casi el doble que su primo Benigno Chávarri y casi el triple que su sobrino Víctor Chávarri y Anduiza. Sus negocios le llevaron a participar activamente en algunas entidades tales como la Junta de Obras del Puerto, que presidió hasta enero de 1908, siendo sustituido por Ramón de la Sota. También fue presidente de la Cámara de Comercio de Bilbao. Luis de Salazar, señor de la Torre de Salazar tuvo destacada labor en la Sociedad Bilbaína, siendo su presidente entre 1904 y 1905.

### Liberal conservador
Dados sus antecedentes familiares, su padre fue diputado general y presidente de la Diputación de Vizcaya a comienzos de los años ochenta del siglo XIX, le resultó prácticamente dado dedicarse a la política. A pesar de ello, su entrada en ella se produce relativamente tarde, no participando directamente hasta comenzado el siglo XX, ya desaparecido Víctor Chávarri. Sin embargo, su alineación con el conservadurismo es clara teniendo en cuenta que hacia ahí se había dirigido parte del liberalismo bilbaíno desde mediados de los noventa por la cuestión de los tratados de comercio.

### En la Diputación de Vizcaya
Fue elegido diputado provincial el 12 de marzo de 1905 por el distrito de Valmaseda bajo la candidatura de la Unión Liberal y recibió 4.885 votos. Junto a él fueron elegidos diputados provinciales también miembros de la Unión Liberal, Adolfo Urquijo Ybarra, Máximo Benigno Olavarrieta y Felipe Llano Illarramendi. Tomó posesión de su cargo el 24 de marzo de 1905. En su primer bienio, el de 1905-1907, fue nombrado vicepresidente de la corporación provincial y formó parte de diversas comisiones. Renovó su cargo de diputado provincial el 24 de abril de 1907, pasando a ser presidente de la corporación, cargo que desempeñó durante el bienio 1907-1909. Fue nuevamente reelegido diputado provincial en las elecciones del 24 de octubre de 1909. En estas elecciones se volvió a presentar por la Unión Liberal por el distrito de Valmaseda, obteniendo 6.596 votos. El 2 de diciembre de 1909 volvió a ser elegido presidente de la Diputación provincial de Vizcaya. El 3 de mayo de 1911 repitió como diputado provincial, pero dejó el cargo de presidente en manos de Máximo Benigno Olavarrieta. El bienio 1911-1913 fue el último que estuvo en la Diputación. Durante su mandato, en 1911, se levantó el sanatorio marino de Górliz, pero destacó su actividad en el prolongado tiempo que estuvo en la Diputación en dos problemas clave. El primero de ellos fue la renovación del Concierto económico prevista para 1906. En 1905 se preparó una candidatura con la intención de contar en ella con personas de prestigio e influencias en Madrid para poder llevar a cabo una negociación que se preveía complicada por el antecedente del desencabezamiento de los alcoholes de 1904. En esta candidatura fue elegido como vicepresidente de la corporación. Durante la negociación en Madrid, a la que acudió en persona el presidente de la corporación, Adolfo Gabriel Urquijo e Ybarra, Salazar se mantuvo en retaguardia sirviendo de enlace a Urquijo con las otras Diputaciones y remitiendo continuamente datos e informes para apoyar a la comisión en Madrid. Una vez que pasó a la presidencia, desde 1907 le correspondió atacar otro grave problema que se suscitó en la Diputación precisamente por los efectos de la negociación de los cupos previa. La elevación de éstos hizo necesaria la reforma de los ingresos de la Diputación, en unos momentos en que el ferrocarril de Triano ya estaba rindiendo cada vez menos ingresos a las arcas provinciales. Los intentos de algunos diputados de poner obstáculos a las reformas le pusieron en más de un compromiso a Salazar, que insistió en que la única manera de sanear la economía de la corporación era la aplicación de la contribución directa a la propiedad y a los beneficios.

### Senador
Luis de Salazar saltó directamente al Senado sin pasar por el Congreso, que era lo habitual. Efectuada la elección al Senado por Vizcaya el 22 de marzo de 1914, quedaron electos tres de los candidatos: Tomás de Zubiría e Ybarra con 125 votos, Luis de Salazar y Zubía, 123 votos, empatado con su cuñado y primo Benigno Chávarri Salazar. Tras el preceptivo juramento tomó asiento en el escaño del Senado el 18 de abril de 1914.

### Liga de la Acción Monárquica
Tras la debacle dinástica de 1918, Luis de Salazar tomó parte del llamado “pacto de Archanda” por el que las fuerzas dinásticas se unían para hacer frente al nacionalismo. El 17 de marzo de 1918 participó en el banquete que se organizó en el casino de Archanda para homenajear a los derrotados en las recientes elecciones; uno de los discursos lo pronunció Luis de Salazar. En enero de 1919 estuvo en el acto fundacional de la Liga de Acción Monárquica, siendo uno de los firmantes del telegrama en el que se comunicaba al gobierno de Romanones su constitución y la protesta por no tener representación monárquica en la comisión extraparlamentaria que dictaminaba sobre la autonomía. Salazar no fue sólo un asistente y firmante del telegrama sino que entró a formar parte del comité provincial, y como conservador datista en su directorio, formado por el liberal albista Balparda y por el maurista Bergé.

### De nuevo en el Senado
A resultas de la formación de la Liga de Acción Monárquica, de la que era uno de sus miembros ejecutivos, se presentó a las elecciones de 2 de enero de 1921. Los resultados electorales fueron: Cosme Palacio, conservador, el tradicionalista Manuel Lezama Leguizamón y él obtuvieron 104 votos, por lo que fueron proclamados senadores. Tras el reglamentario juramento y justificación de rentas, tomó asiento en el Senado el 21 de enero de 1921. En la legislatura de 1921-1922 participó en tres secciones. En los prolegómenos de las elecciones al Senado de mayo de 1923 se volvió a organizar desde la Liga de Acción Monárquica una candidatura formada por Salazar (conservador), Manuel Lezama Leguizamón (tradicionalista) y Constantino Careaga y los tres resultaron elegidos en las elecciones del 13 de mayo de ese año. Tras el juramento tomó asiento en su escaño el 5 de junio de 1923. El golpe de Primo de Rivera supuso el fin de su actividad política. La integración, en 1924, de la Liga en la Unión Patriótica supuso su dimisión y abandono de la Liga, retirándose definitivamente de la política, ocupado en sus negocios y en sus libros.

### Fallecimiento
Sin hijos que le sobrevivieran, sus propiedades pasaron a los hijos de su hermano Federico. La casa torre permaneció en ruinas hasta que se reconstruyó entre 1958 y 1959, siendo actualmente de propiedad municipal. Recientemente se ha restaurado de nuevo y alberga un museo y un restaurante.

## Obras
Destacan las siguientes obras:
- Origen de 300 apellidos castellanos y vascongados: estudio al que preceden algunos comentarios al libro titulado «Bienandanzas e Fortunas» que escribió Lope García de Salazar (Bilbao, E. Verdes, 1916)
- Historia futura de Vizcaya (Bilbao, El Nervión, 1919).
- Pasatiempos históricos: Iberos, Cantabria, Vizcaya aliada de Roma, Vizcaya y el Béarn (Bilbao, Echeguren y Zulaica, 1923).